# Joueur de l'année de l'UEFA 2021
Navigation
Édition précédente Édition suivante
Le Joueur de l’année de l’UEFA 2021 est un prix décerné par l'UEFA à un joueur jouant pour un club de football européen et qui a su se distinguer comme étant le meilleur de la saison 2020-2021.
Le 26 août 2021, Jorginho est sacré vainqueur de l'édition 2021.

## Palmarès

### Classement officiel[2]
| #  | Nom                  | Club                             | Points |
| -- | -------------------- | -------------------------------- | ------ |
| 1  | Jorginho             | Chelsea FC                       | 175    |
| 2  | Kevin de Bruyne      | Manchester City                  | 167    |
| 3  | N'Golo Kanté         | Chelsea FC                       | 160    |
| 4  | Lionel Messi         | FC Barcelone Paris Saint-Germain | 148    |
| 5  | Robert Lewandowski   | Bayern Munich                    | 140    |
| 6  | Gianluigi Donnarumma | AC Milan Paris Saint-Germain     | 49     |
| 7  | Kylian Mbappé        | Paris Saint-Germain              | 31     |
| 8  | Raheem Sterling      | Manchester City                  | 18     |
| 9  | Cristiano Ronaldo    | Manchester United                | 16     |
| 10 | Erling Haaland       | Borussia Dortmund                | 15     |